# Montmacq
Montmacq é uma comuna francesa na região administrativa de Altos da França, no departamento de Oise. Estende-se por uma área de 7,25 km². Em 2010 a comuna tinha 1 129 habitantes (densidade: 155,7 hab./km²).